# Leticia Garduño Siciliano
Leticia Garduño Siliciano es una científica mexicana, especializada en el área de ciencias químico biológicas.Su principal línea de investigación es farmacología de productos naturales y su laboratorio se encuentra en la Escuela Nacional de Ciencias Biológicas (ENCB) del Instituto Politécnico Nacional (IPN). Entre los sus logros principales destacan la obtención de una patente donde utilizan cepas de lactobacillus para prevenir el incremento de colesterol.  

## Trayectoria académica
Estudió la licenciatura de Químico Farmacéutico Industrial en la Escuela Nacional de Ciencias Biológicas del IPN, obteniendo el grado en 1989. Posteriormente, en 1993 realizó una maestría en Ciencias con especialidad en Toxicología seguida del doctorado en Ciencias Químico-biológicas en la misma universidad. Obtuvo el grado de doctora en ciencias en 2004. 
Desde 1994 ha impartido cursos en el área de toxicología general, toxicología de alimentos, biofarmacia, farmacología general, entre otros. Es profesora titular B en el Departamento de Farmacia del IPN, en la Unidad de Estudios Profesionales de Zacatenco. Pertenece al Sistema Nacional de Investigadores en el nivel 1 desde 2018. Como investigadora y docente ha dirigido más de 30 tesis de licenciatura, maestría y doctorado. 
Es miembro de la Sociedad Italo-Lationoamericana y de la Red de Salud IPN. 
A lo largo de su carrera ha sido ponente en múltiples congresos nacionales. En 2019 participó en el Primer Congreso Nacional de Estudiantes de Bioquímica de la Universidad Veracruzana donde expuso sobre la toxicología de productos naturales y cómo el uso de agroquímicos pueden ser benéficas o dañinas para la salud, dependiendo cómo se consuma, en qué concentraciones y durante qué tiempo. 

## Líneas de investigación
Su trabajo de investigación centra en la búsqueda de propiedades farmacológicas y toxicológicas de diferentes productos naturales, así como su aplicación como tratamiento o prevención de problemas de la salud humana.  
En 2016, su grupo de investigación, obtuvo la patente número MX2014012569A. Dicha patente indica que se aislaron diferentes cepas de Lactobacillus brevis del aguamiel obtenida del Agave salmiana conocido comúnmente como maguey pulquero, las cuales tienen propiedades probióticas que ayudan a prevenir el incremento del colesterol total. Encontraron también que una mezcla de Lactobacillus brevis, (también denominada como Lactobacillus brevis mix), previene el daño en el hígado debido a que disminuye la actividad de las enzimas séricas marcadoras de daño hepático. 
En colaboración con investigadores de la Universidad Nacional Autónoma de México (UNAM) encontraron que el propóleo disminuye el tamaño de las lesiones y regenera el tejido dañado por úlceras gástricas. Sus resultados concluyen que la disminución en la secreción de ácido gástrico puede ser incluso mayor que la del omeprazol, un medicamento comúnmente recetado para estas afecciones.    
Durante 2021, en conjunto con Cristian Jiménez Martínez, realizaron un estudio sobre las propiedades del amaranto y encontraron que la semilla germinada del amaranto tiene propiedades que contribuyen a reducir el colesterol y triglicéridos en la sangre. El estudio realizado en roedores, demuestra que el consumo diario (durante 4 semanas) de la semilla germinada de amaranto reduce cerca del 50% el nivel de colesterol total en sangre. Esto se debe al balance de los aminoácidos esenciales triptofano y lisina encontrados en el amaranto contienen proteínas de calidad similar a las de origen animal.     
Otra de sus investigaciones evalúa los compuestos flavonoides del gordolobo, una planta mexicana del género gnaphalium. De acuerdo con sus observaciones en estudios en roedores, dichos compuestos disminuyen la acumulación de lípidos en el hígado, por lo que podría coadyuvar al tratamiento de personas con hígado graso no alcohólico. El estudio fue realizado durante 28 días, y se evaluaron marcadores de oxidación en el hígado.     
Estudiantes de doctorado en su laboratorio han comprobado propiedades cicatrizantes analizando la cáscara de mango ataulfo. Encontraron que los compuestos fenólicos contenidos en la cáscara de mango poseen propiedades antimicrobianas, antifúngicas y antioxidantes. Tras realizar una serie de estudios in vitro desarrollaron un gel cicatrizante que les permitió comprobar sus hipótesis en un modelo in vivo de roedor.     Otras de sus investigaciones involucran el estudio de la papa morada y el coco para reducir colesterol y triglicéridos en la sangre, y como posible tratamiento a enfermedades cardiovasculares.   

## Producción científica
Cuenta con más de 45 artículos en revistasen revistas indexadas. De acuerdo con Google Scholar, entre sus publicaciones más destacadas se encuentran: 
- Hypolipidemic effect of avocado (Persea americana Mill) seed in a hypercholesterolemic mouse model (2012). ME Pahua-Ramos, A Ortiz-Moreno, G Chamorro-Cevallos et al. Plant foods for human nutrition 67, 10-16.
- Effects of (−)-epicatechin on a diet-induced rat model of cardiometabolic risk factors (2014). G Gutiérrez-Salmeán, P Ortiz-Vilchis, CM Vacaseydel, et al. European journal of pharmacology 728, 24-30.
- Chemoprotective effect of Spirulina (Arthrospira) against cyclophosphamide-induced mutagenicity in mice (2008). G Chamorro-Cevallos, L Garduño-Siciliano, BL Barrón, et al. Food and Chemical Toxicology 46 (2), 567-574.
- Antiobesity and hypoglycaemic effects of aqueous extract of Ibervillea sonorae in mice fed a high-fat diet with fructose (2011). F Rivera-Ramírez, GN Escalona-Cardoso, L Garduno-Siciliano, et al. BioMed Research International 2011.
- Antihyperlipidemic effect of methanolic extract from Opuntia joconostle seeds in mice fed a hypercholesterolemic diet (2012). O Osorio-Esquivel, A Ortiz-Moreno, L Garduño-Siciliano, VB Álvarez, Plant foods for human nutrition 67, 365-370.